# John Roberts
 Der er flere personer med dette navn, se John Roberts (skuespiller).
John Glover Roberts, Jr. (født 27. januar 1955 i Buffalo, New York) er en amerikansk dommer, der er den 17. og nuværende præsident for USA's højesteret. Han har været i embedet siden 2005, hvor han blev nomineret af George W. Bush efter William Rehnquists død. 

## Opvækst og uddannelse
Roberts voksede op i Indiana og er uddannet fra Harvard University i 1976, og var samme sted redaktør for Harvard Law Review. Han blev efter endt uddannelse ansat som juridisk assistent hos appeldommeren Henry Friendly. 

## Karriere
Fra 1980 til 1981 arbejdede han for højesteretsdommer Rehnquist, og 1981-1982 som specialrådgiver for justitsminister William French Smith. Fra 1982 til 1986 var han assisterende juridisk rådgiver for præsident Ronald Reagan. Da han blev nomineret til højesteretspræsident var han dommer ved den føderale appeldomstol i Washington, D.C.. Han var tidligere blevet udnævnt i 2001, men dengang blokerede Demokraternes flertal i Senatet for udnævnelsen. 
Han er den yngste højesteretspræsident siden John Marshall, der sad fra 1801 til 1835.